# Prćilovica
Prćilovica (izvirno srbsko Прћиловица) je naselje v Srbiji, ki upravno spada pod Občino Aleksinac; slednja pa je del Niškega upravnega okraja.

## Demografija
V naselju živi 1870 polnoletnih prebivalcev, pri čemer je njihova povprečna starost 37,3 let (36,3 pri moških in 38,2 pri ženskah). Naselje ima 698 gospodinjstev, pri čemer je povprečno število članov na gospodinjstvo 3,45.
To naselje je, glede na rezultate popisa iz leta 2002, večinoma srbsko
|  |

| Demografija | Demografija     | Demografija     |
| Leto        | Št. prebivalcev | Št. prebivalcev |
| ----------- | --------------- | --------------- |
|             |                 |                 |
|             |                 |                 |
|             |                 |                 |
|             |                 |                 |
| 1948        | 1097            |                 |
| 1953        | 1244            |                 |
| 1961        | 1550            |                 |
| 1971        | 1976            |                 |
| 1981        | 2572            |                 |
| 1991        | 2409            | 2338            |
| 2002        | 2583            | 2410            |
|             |                 |                 |

| Etnična sestava po popisu iz leta 2002 | Etnična sestava po popisu iz leta 2002 | Etnična sestava po popisu iz leta 2002 | Etnična sestava po popisu iz leta 2002 | Etnična sestava po popisu iz leta 2002 |
| -------------------------------------- | -------------------------------------- | -------------------------------------- | -------------------------------------- | -------------------------------------- |
| Srbi                                   | Srbi                                   |                                        | 2.096                                  | 86,97%                                 |
| Romi                                   | Romi                                   |                                        | 271                                    | 11,24%                                 |
| Makedonci                              | Makedonci                              |                                        | 2                                      | 0,08%                                  |
| Hrvati                                 | Hrvati                                 |                                        | 1                                      | 0,04%                                  |
| Romuni                                 | Romuni                                 |                                        | 1                                      | 0,04%                                  |
| Muslimani                              | Muslimani                              |                                        | 1                                      | 0,04%                                  |
| Neznano                                | Neznano                                |                                        | 21                                     | 0,87%                                  |